# فيصل الرشودي
فيصل سفيان الرشودي مواليد 13 سبتمبر 1996 في القصيم، السعودية، هو لاعب كرة قدم سعودي يلعب في نادي التقدم.
لعب سابقاً لنادي التعاون والنادي العربي ونادي البكيرية ونادي الصقر ونادي الهلالية.